# Шахова олімпіада 1935

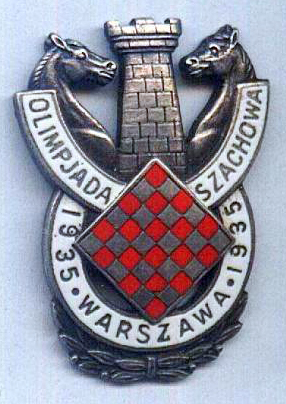
Емблема 35-ї шахової Олімпіади

Шоста шахова Олімпіада проходила з 16 по 31 серпня 1935 р. в столиці Польщі, місті Варшава. В ній взяла участь рекордна на той час кількість країн — 20. У Варшаві дебютували шахісти Естонії і Палестини. Про зростання інтересу до олімпіад свідчить факт постійної участі в них чемпіона світу О. Алехіна, а також інших відомих шахістів. До Варшави в складах команд приїхали такі досвідчені шахові майстри як Маршалл, Тартаковер, Грюнфельд, Шпільман, Відмар, Костич і група молодих майстрів (Флор, Файн, Штальберг, Елісказес, Лілієнталь, Керес та ін.).
Турнір пройшов на високому рівні. У Варшаві вперше було задіяно новий регламент гри: 36 ходів на перші дві години і 18 ходів на кожну наступну годину гри. Ігровий цикл турніру: 2 тури на день → догравання → 2 тури → догравання — значно поліпшив умови для гри учасників.

## Перебіг подій
Як і на попередніх олімпіадах, фаворитами були команди Польщі, США й Угорщини. Проте коли з'ясувалося, що американці приїхали без Кеждена, в багатьох склалася думка, що завоювання третього комплекту золотих нагород для команди США буде досить проблематичним. Сумніви ще більше посилилися невдалим стартом американської команди. В 3-му і 4-му турах американці програли угорцям і шведам. Хоча, слід зазначити, що і два інші фаворити — угорці і поляки — також зазнали стартових втрат. Угорці в 4-му турі програли аргентинцям, а поляки зіграли внічию з командами Аргентини ще в 1-му турі. Також збірна Польщі не змогла перемогти шахістів Австрії, нічия в 3-му турі. Таким чином, старт фаворитів виявився непереконливим. Зате впевненно стартували команди Австрії і Швеції. Після 5 турів ці команди очолили турнірну таблицю. Американці посідали сьоме — десяте місця, а угорці опинилися в самому низу турнірної таблиці.
Шостий тур був роковим для австрійської команди. Вона зазнала поразки від фінів, після якої не змогла отямитися аж до самого закінчення змагання. Шведи ж навпаки, серією перемог з переконливим рахунком закріпили своє лідируюче становище. До 12-го туру вони випереджали найближчого конкурента, команду Угорщини, на 3,5 очка. Третіми були американці, які в 11-му турі здобули важливу перемогу над поляками. На очко від них відставали команди Польщі та Чехії. Всі ці команди значно відірвалися від основної групи, тому стало зрозуміло, що переможцем турніру буде одна з них. Здавалося б позиції шведів були міцними, а великий відрив від переслідувачів гарантував їм перше місце. Однак події двох наступних турів серйозно похитнули їхню впевненість: лідер зазнав перших невдач у матчах з командами Югославії і Польщі. Угорці в 12-му турі програли полякам. Шведи і далі очолювали турнірну таблицю, але американці, які добре розігралися, продовжуючи переможну серію, різко скоротили розрив.
Наступні два тури дуже загострили ситуацію в групі лідерів. Господарі турніру після двох переконливих перемог (над командами Італії та Ірландії) на велику радість численних прихильників наздогнали шведську команду, яка зіграла внічию з австрійцями. Впритул до них наблизились команди США і Чехословаччини. Угорці після нічиєї з Австрією посідали п'яте місце.
Розв'язка настала в 16-му турі: американці з великим рахунком перемогли естонців, а команди Польщі і Швеції добилися лише мінімальної переваги в матчах з французами і фінами, чехи зіграли внічию з палестинцями. Це дало можливість команді США вперше очолити турнірну таблицю. Попри те, що шведи в 3 турах, що залишилися, виграли всі матчі з переконливим рахунком, американцям вдалося не тільки утриматися на першому місці, а й збільшити розрив.
Третя перемога команди США на олімпіадах була цілком заслуженою. Вірна розстановка сил і безкомпромісна гра принесли їм рекордну кількість перемог — сімнадцять. Починаючи з п'ятого туру американці здійснили вражаючу серію з п'ятнадцяти перемог поспіль.
Великого успіху добилися шахісти Швеції. Друге місце — найвище досягнення шведів в історії олімпіад. Заслуга в цьому успіху по праву належить чудовому тріо — Штальбергу, Штольцу і Лундіну, який у Варшаві перебував у зеніті своєї шахової кар'єри.
Польська команда в себе вдома виступала досить успішно і перед останнім туром перебувала на другому місці, поступаючись одним очком американцям і настільки ж випереджаючи шведів. Однак в останньому турі перемога шведів над палестинцями з великим рахунком різко зменшила шанси поляків на друге місце. Тепер у матчі з югославами їм була потрібна тільки перемога. Матч проходив у нервовій обстановці. Доля другого місця вирішувалася на 3-й шахівниці в партії Найдорф — Трифунович. Польський майстер, прагнучи перемоги, грав досить ризиковано і зазнав поразки.
Після невдалого старту зуміла отямитися і посісти високе місце «омолоджена» команда Угорщини. Відмінно зіграв А. Лілієнталь, і 18-річний Л. Сабо — на 4-й. Менш вдало у порівнянні з двома попередніми олімпіадами зіграла команда Чехословаччини. В чехів відзначився лише Флор, який добився найкращого результату на 1-й шахівниці.
Успішно дебютувала естонська команда, яка після 4 турів третє місце. На першій шахівниці грав 19-річний П. Керес, який показав п'ятий результат в індивідуальному заліку.
Команда Англії у Варшаві виступала без свого лідера Султан-хана, який на початку року повернувся в Індію. Це вплинуло на результат команди, яка на фініші була лише дванадцятою.
Кілька слів про чемпіона світу. Очолюючи команду Франції, О. Альохін грав без властивої йому впевненості. Взагалі його результати в 1935 році показали, що навіть у творчості такого титана шахів можуть бути тимчасові невдачі. Це підтвердив і матч на першість світу з М. Ейве, який відбувався в жовтні — грудні 1935 року, де голландський гросмейстер здобув перемогу (+9—8=13). Гіркота поразки примусила Альохіна переглянути своє ставлення до шахів. Рівно через два роки відбувся матч-реванш, і шаховий світ знову побачив колишнього Альохіна: він блискуче переміг (+10—4=11) і повернув собі титул найсильнішого шахіста світу тепер уже до кінця свого життя.

## Фінал
- Очки - сума набраних очок всіма шахістами (1 за перемогу шахіста, ½ за нічию, 0 - поразка);
- КО - командні очки, набрані всією командою (2 за перемогу команди, 1 - нічия, 0 - поразка);

| №  | Країна         | 1  | 2  | 3  | 4  | 5  | 6  | 7  | 8  | 9  | 10 | 11 | 12 | 13 | 14 | 15 | 16 | 17 | 18 | 19 | 20 | Очки | КО | Перемоги | Нічиї | Поразки |
| -- | -------------- | -- | -- | -- | -- | -- | -- | -- | -- | -- | -- | -- | -- | -- | -- | -- | -- | -- | -- | -- | -- | ---- | -- | -------- | ----- | ------- |
| 1  | США            |    | 1½ | 2½ | 1  | 3  | 2½ | 2½ | 2½ | 2½ | 3½ | 3½ | 2½ | 3½ | 2½ | 3½ | 3  | 4  | 3½ | 3½ | 3  | 54   | 34 | 17       | 0     | 2       |
| 2  | Швеція         | 2½ |    | 1½ | 2  | 2  | 1½ | 2  | 3½ | 2½ | 3½ | 3  | 2½ | 2½ | 3  | 3  | 3  | 4  | 4  | 3  | 3½ | 52½  | 31 | 14       | 3     | 2       |
| 3  | Польща         | 1½ | 2½ |    | 2½ | 2  | 1½ | 2  | 2  | 3  | 2½ | 3½ | 3½ | 3  | 2½ | 3  | 3  | 2  | 4  | 4  | 4  | 52   | 30 | 13       | 4     | 2       |
| 4  | Угорщина       | 3  | 2  | 1½ |    | 2  | 3  | 2  | 1½ | 3  | 2½ | 3  | 2½ | 2½ | 2½ | 3½ | 3½ | 3  | 3½ | 3½ | 3  | 51   | 31 | 14       | 3     | 2       |
| 5  | Чехословаччина | 1  | 2  | 2  | 2  |    | 2  | 2  | 2½ | 2  | 3  | 3  | 2  | 4  | 3  | 2  | 3½ | 2½ | 3  | 3½ | 4  | 49   | 28 | 10       | 8     | 1       |
| 6  | Югославія      | 1½ | 2½ | 2½ | 1  | 2  |    | 1  | 2  | 2  | 3  | 3  | 2½ | 2½ | 3  | 3  | 2½ | 3  | 3  | 1½ | 4  | 45½  | 27 | 12       | 3     | 4       |
| 7  | Австрія        | 1½ | 2  | 2  | 2  | 2  | 3  |    | 2  | 1½ | 2  | 2  | 2½ | 1½ | 2  | 3  | 2½ | 1½ | 3  | 3½ | 4  | 43½  | 22 | 7        | 8     | 4       |
| 8  | Аргентина      | 1½ | ½  | 2  | 2½ | 1½ | 2  | 2  |    | 1  | 2½ | 2½ | 2  | 1½ | 2½ | 2½ | 3  | 2½ | 3½ | 3½ | 3  | 42   | 24 | 10       | 4     | 5       |
| 9  | Латвія         | 1½ | 1½ | 1  | 1  | 2  | 2  | 2½ | 3  |    | 2  | 1½ | 1  | 2½ | 1½ | 3  | 3  | 3  | 3½ | 2½ | 3  | 41   | 21 | 9        | 3     | 7       |
| 10 | Франція        | ½  | ½  | 1½ | 1½ | 1  | 1  | 2  | 1½ | 2  |    | 2½ | 2½ | 1½ | 2  | 3  | 3  | 2  | 2  | 4  | 4  | 38   | 17 | 6        | 5     | 8       |
| 11 | Естонія        | ½  | 1  | ½  | 1  | 1  | 1  | 2  | 1½ | 2½ | 1½ |    | 1½ | 1½ | 2  | 2½ | 3½ | 3½ | 4  | 3  | 3½ | 37½  | 16 | 7        | 2     | 10      |
| 12 | Англія         | 1½ | 1½ | ½  | 1½ | 2  | 1½ | 1½ | 2  | 3  | 1½ | 2½ |    | 3  | 1½ | 2½ | 1  | 1½ | 3  | 2  | 3½ | 37   | 15 | 6        | 3     | 10      |
| 13 | Фінляндія      | ½  | 1½ | 1  | 1½ | 0  | 1½ | 2½ | 2½ | 1½ | 2½ | 2½ | 1  |    | 2  | 2  | 2  | 4  | 1  | 3½ | 2  | 35   | 16 | 6        | 4     | 9       |
| 14 | Литва          | 1½ | 1  | 1½ | 1½ | 1  | 1  | 2  | 1½ | 2½ | 2  | 2  | 2½ | 2  |    | 1½ | 2  | 1½ | 1  | 3  | 3  | 34   | 13 | 4        | 5     | 10      |
| 15 | Палестина      | ½  | 1  | 1  | ½  | 2  | 1  | 1  | 1½ | 1  | 1  | 1½ | 1½ | 2  | 2½ |    | 2  | 2½ | 2  | 3½ | 4  | 32   | 12 | 4        | 4     | 11      |
| 16 | Данія          | 1  | 1  | 1  | ½  | ½  | 1½ | 1½ | 1  | 1  | 1  | ½  | 3  | 2  | 2  | 2  |    | 3½ | 3  | 2  | 3½ | 31½  | 12 | 4        | 4     | 11      |
| 17 | Румунія        | 0  | 0  | 2  | 1  | 1½ | 1  | 2½ | 1½ | 1  | 2  | ½  | 2½ | 0  | 2½ | 1½ | ½  |    | 2  | 3  | 2½ | 27½  | 13 | 5        | 3     | 11      |
| 18 | Італія         | ½  | 0  | 0  | ½  | 1  | 1  | 1  | ½  | ½  | 2  | 0  | 1  | 3  | 3  | 2  | 1  | 2  |    | 1½ | 3½ | 24   | 9  | 3        | 3     | 13      |
| 19 | Швейцарія      | ½  | 1  | 0  | ½  | ½  | 2½ | ½  | ½  | 1½ | 0  | 1  | 2  | ½  | 1  | ½  | 2  | 1  | 2½ |    | 3  | 21   | 8  | 3        | 2     | 14      |
| 20 | Ірландія       | 1  | ½  | 0  | 1  | 0  | 0  | 0  | 1  | 1  | 0  | ½  | ½  | 2  | 1  | 0  | ½  | 1½ | ½  | 1  |    | 12   | 1  | 0        | 1     | 18      |

## Особовий залік

### 1-ша шахівниця
| Місце | Ім'я               | Країна         | Очки | Ігри | %    |
| ----- | ------------------ | -------------- | ---- | ---- | ---- |
| 1     | Саломон Флор       | Чехословаччина | 13   | 17   | 76,5 |
| 2     | Олександр Альохін  | Франція        | 12   | 17   | 70,6 |
| 3     | Гідеон Штальберг   | Швеція         | 11½  | 17   | 67.6 |
| 3     | Ксавері Тартаковер | Польща         | 11½  | 17   | 67.6 |

### 2-га шахівниця
| Місце | Ім'я              | Країна    | Очки | Ігри | %    |
| ----- | ----------------- | --------- | ---- | ---- | ---- |
| 1     | Ландор Лілієнталь | Угорщина  | 15   | 19   | 78.9 |
| 2     | Паулін Фрідман    | Польща    | 11½  | 16   | 71.9 |
| 3     | Гьоста Штольц     | Швеція    | 12   | 19   | 63.2 |
| 3     | Жакобо Болбочан   | Аргентина | 12   | 19   | 63.2 |

### 3-тя шахівниця
| Місце | Ім'я           | Країна   | Очки | Ігри | %    |
| ----- | -------------- | -------- | ---- | ---- | ---- |
| 1     | Еріх Елісказес | Австрія  | 15   | 19   | 78.9 |
| 2     | Корнел Хаваші  | Угорщина | 8    | 11   | 72.7 |
| 3     | Абрахам Купчік | США      | 10   | 14   | 71.4 |

### 4-та шахівниця
| Місце | Ім'я               | Країна    | Очки | Ігри | %    |
| ----- | ------------------ | --------- | ---- | ---- | ---- |
| 1     | Артур Віль'ям Дейк | США       | 15½  | 18   | 86.1 |
| 2     | Гьоста Даніельссон | Швеція    | 15   | 19   | 78.9 |
| 3     | Пітер Тріфунович   | Югославія | 12½  | 16   | 78.1 |